# Anatoly Vershik
Anatoly Moiseevich Vershik (em russo:  Анато́лий Моисе́евич Ве́ршик; São Petersburgo, 28 de dezembro de 1933 — São Petersburgo, 14 de fevereiro de 2024) foi um matemático russo.
Vershik estudou na Universidade Estatal de São Petersburgo, onde obteve um doutorado em 1974, orientado por Vladimir Abramovich Rokhlin.
Em 2012 tornou-se fellow da American Mathematical Society.

## Morte
Vershik morreu no dia 14 de fevereiro de 2024, aos 90 anos.